# Kayabaşı, Mengen
Kayabaşı là một xã thuộc huyện Mengen, tỉnh Bolu, Thổ Nhĩ Kỳ. Dân số thời điểm năm 2010 là 116 người.